# Estadens
Estadens is een gemeente in het Franse departement Haute-Garonne (regio Occitanie) en telt 468 inwoners (2004). De plaats maakt deel uit van het arrondissement Saint-Gaudens.

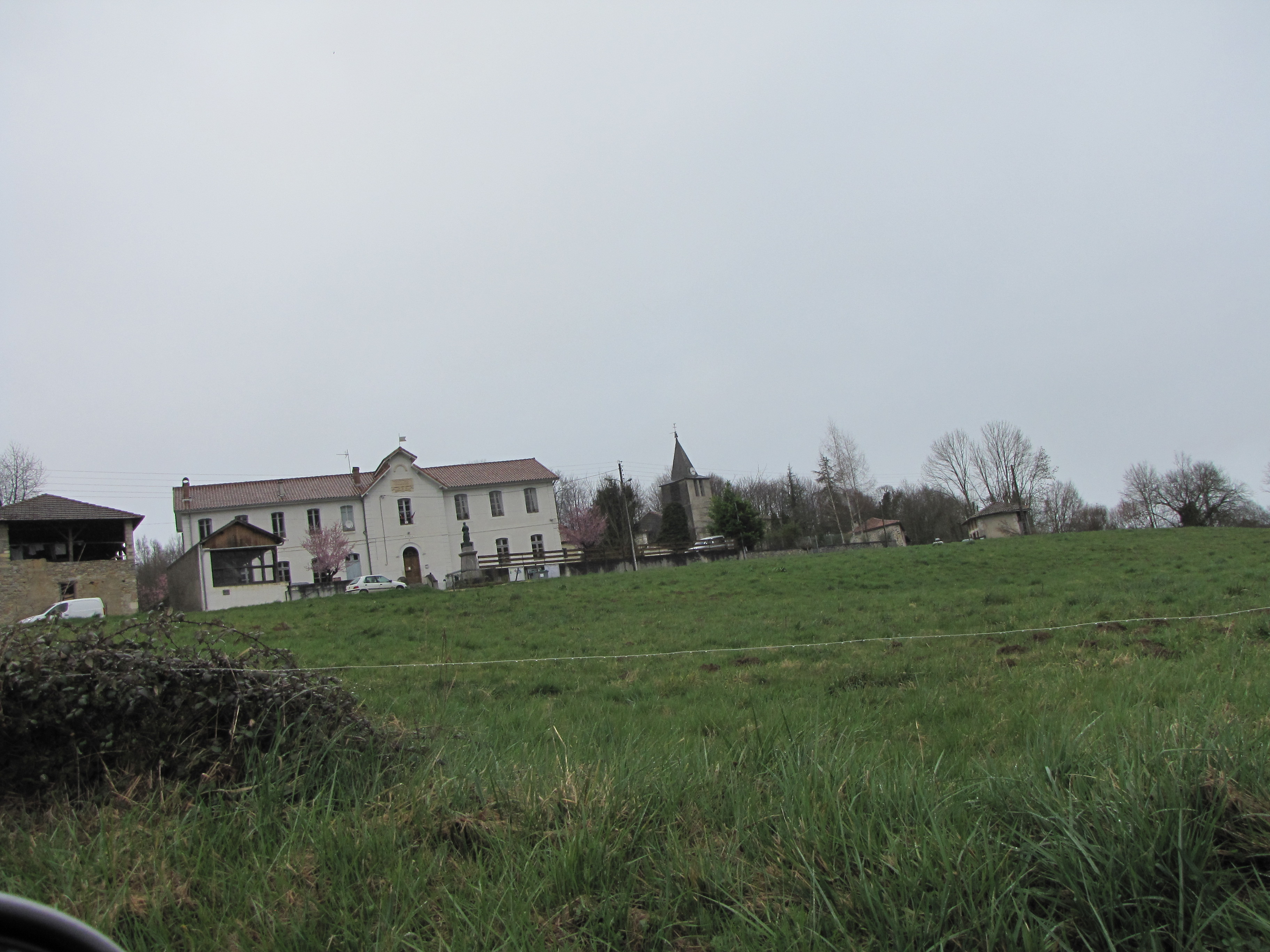
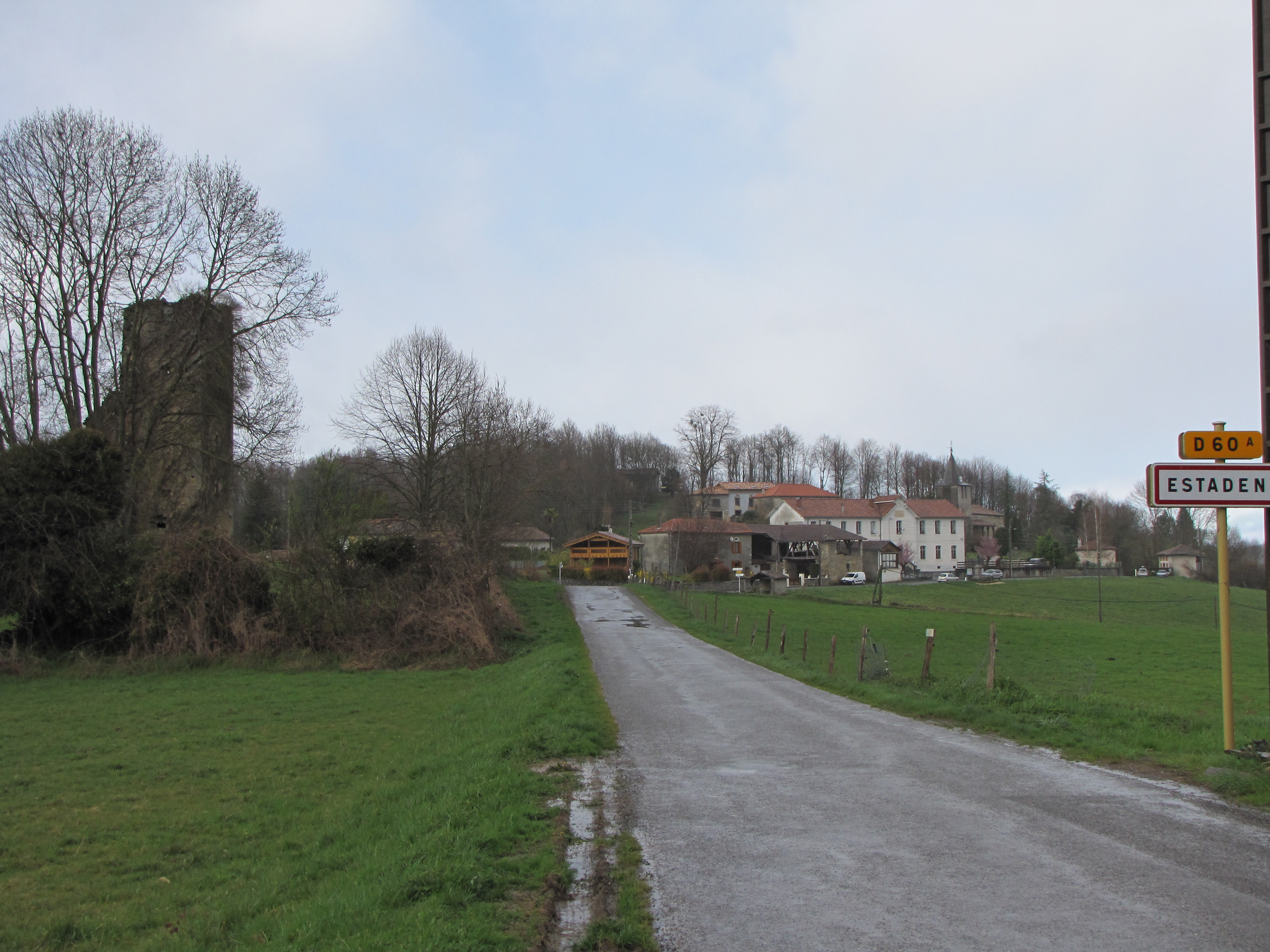

## Geografie
De oppervlakte van Estadens bedraagt 17,7 km², de bevolkingsdichtheid is 26,4 inwoners per km².
De onderstaande kaart toont de ligging van Estadens met de belangrijkste infrastructuur en aangrenzende gemeenten.

## Demografie
Onderstaande figuur toont het verloop van het inwonertal (bron: INSEE-tellingen).